# XIII Copa de España (football americano)
La XIII Copa de España è stata la 13ª edizione della coppa nazionale di football americano, organizzata dalla AEFA.

## Squadre partecipanti
| Club                 | Città                     | Stadio | Sponsor ufficiale | Risultato nella stagione 2007 |
| -------------------- | ------------------------- | ------ | ----------------- | ----------------------------- |
| Badalona Dracs       | Badalona                  |        |                   |                               |
| Gijón Mariners       | Gijón                     |        |                   |                               |
| Granada Lions        | Granada                   |        |                   |                               |
| L'Hospitalet Pioners | L'Hospitalet de Llobregat |        |                   |                               |
| Osos de Rivas        | Rivas-Vaciamadrid         |        |                   |                               |
| Peñíscola Ironmans   | Peñíscola                 |        |                   |                               |
| Sevilla Linces       | Siviglia                  |        |                   |                               |
| Valencia Firebats    | Valencia                  |        |                   |                               |

## Tabellone
|  | Quarti di finale     | Quarti di finale     | Quarti di finale     |                      |                   | Semifinali        | Semifinali | Semifinali |  |  | XIII Finale | XIII Finale | XIII Finale |  |
|  |                      |                      |                      |                      |                   |                   |            |            |  |  |             |             |             |  |
|  | Osos de Rivas        | Osos de Rivas        | 34                   |                      |                   |                   |            |            |  |  |             |             |             |  |
|  | Osos de Rivas        | Osos de Rivas        | 34                   |                      |                   |                   |            |            |  |  |             |             |             |  |
|  | Gijón Mariners       | Gijón Mariners       | 7                    |                      |                   |                   |            |            |  |  |             |             |             |  |
|  | Gijón Mariners       | Gijón Mariners       | 7                    |                      | Osos de Rivas     | Osos de Rivas     | 35         |            |  |  |             |             |             |  |
|  |                      |                      |                      |                      | Osos de Rivas     | Osos de Rivas     | 35         |            |  |  |             |             |             |  |
|  |                      |                      | Sevilla Linces       | Sevilla Linces       | 8                 |                   |            |            |  |  |             |             |             |  |
|  | Sevilla Linces       | Sevilla Linces       | Sevilla Linces       | Sevilla Linces       | 8                 | 14                |            |            |  |  |             |             |             |  |
|  | Sevilla Linces       | Sevilla Linces       |                      |                      |                   |                   |            |            |  |  |             |             |             |  |
|  | Granada Lions        | Granada Lions        | 8                    |                      |                   |                   |            |            |  |  |             |             |             |  |
|  | Granada Lions        | Granada Lions        | 8                    |                      | Osos de Rivas     | Osos de Rivas     | 13         |            |  |  |             |             |             |  |
|  |                      |                      |                      |                      |                   |                   |            |            |  |  |             |             |             |  |
|  |                      |                      | L'Hospitalet Pioners | L'Hospitalet Pioners | 14                |                   |            |            |  |  |             |             |             |  |
|  | Valencia Firebats    | Valencia Firebats    | L'Hospitalet Pioners | L'Hospitalet Pioners | 14                | 66                |            |            |  |  |             |             |             |  |
|  | Valencia Firebats    | Valencia Firebats    |                      |                      |                   |                   |            |            |  |  |             |             |             |  |
|  | Peñíscola Ironmans   | Peñíscola Ironmans   | 0                    |                      |                   |                   |            |            |  |  |             |             |             |  |
|  | Peñíscola Ironmans   | Peñíscola Ironmans   | 0                    |                      | Valencia Firebats | Valencia Firebats | 22         |            |  |  |             |             |             |  |
|  |                      |                      |                      |                      | Valencia Firebats | Valencia Firebats | 22         |            |  |  |             |             |             |  |
|  |                      |                      | L'Hospitalet Pioners | L'Hospitalet Pioners | 33                |                   |            |            |  |  |             |             |             |  |
|  | Badalona Dracs       | Badalona Dracs       | L'Hospitalet Pioners | L'Hospitalet Pioners | 33                | 14                |            |            |  |  |             |             |             |  |
|  | Badalona Dracs       | Badalona Dracs       |                      |                      |                   |                   |            |            |  |  |             |             |             |  |
|  | L'Hospitalet Pioners | L'Hospitalet Pioners | 35                   |                      |                   |                   |            |            |  |  |             |             |             |  |

## Quarti di finale
|  | Osos de Rivas | 34 – 7 | Gijón Mariners |  |

|  | Sevilla Linces | 14 – 8 | Granada Lions |  |

|  | Valencia Firebats | 66 – 0 | Peñíscola Ironmans |  |

|  | Badalona Dracs | 14 – 35 | L'Hospitalet Pioners |  |

## Semifinali
|  | Osos de Rivas | 35 – 8 | Sevilla Linces |  |

|  | Valencia Firebats | 22 – 33 | L'Hospitalet Pioners |  |

## Finale
| L'Hospitalet de Llobregat 19 gennaio 2008, ore 16:00 | Osos de Rivas | 13 – 14 | L'Hospitalet Pioners | Complejo deportivo Hospitalet Norte |

## Verdetti
- L'Hospitalet Pioners Vincitori della XIII Copa de España